# Kevin Wimmer
Kevin Wimmer (Wels, 15 november 1992) is een Oostenrijks voetballer die doorgaans als centrale verdediger speelt. Hij tekende in 2023 een contract bij Slovan Bratislava, dat hem transfervrij overnam van Rapid Wien. Wimmer debuteerde in 2013 in het Oostenrijks voetbalelftal.

## Clubcarrière
Wimmer debuteerde tijdens het seizoen 2011/12 in het shirt van LASK Linz in de Erste Liga. Hij maakte vier doelpunten in 28 competitiewedstrijden in zijn debuutjaar. In 2012 promoveerde de club naar de Oostenrijkse Bundesliga. Na de promotie verliet Wimmer de Oostenrijkers voor 1. FC Köln, op dat moment actief in de 2. Bundesliga in Duitsland. In zijn eerste seizoen kwam hij slechts tot negen optredens in de competitie. In het seizoen 2013/14 dwong Wimmer een basisplaats af en speelde hij in 26 competitieduels, waarin hij tweemaal een doelpunt maakte. Onder leiding van de Oostenrijkse trainer-coach Peter Stöger won Wimmer met 1. FC Köln de titel in de 2. Bundesliga, waardoor de club terugkeerde in de hoogste afdeling van het Duitse voetbal, de Bundesliga. In het seizoen 2014/15 speelde hij 32 van de 34 wedstrijden; bij elk duel speelde hij de volledige 90 minuten. Op 8 maart 2015 kreeg Wimmer een rode kaart in de thuiswedstrijd tegen Eintracht Frankfurt (4–2 winst), waardoor hij een schorsing opliep en de ontmoeting met Borussia Dortmund een week later moest missen.
Wimmer tekende in mei 2015 een contract per 1 juli 2015 tot medio 2020 bij Tottenham Hotspur. Hier kwam hij in zijn eerste seizoen tot tien competitiewedstrijden. Daarnaast debuteerde hij in de FA Cup, de League Cup en de Europa League. Wimmer verlengde in juli 2016 zijn contract bij  de club tot medio 2021.

## Interlandcarrière
Wimmer debuteerde op 19 november 2013 in het Oostenrijks voetbalelftal, tijdens een met 1–0 gewonnen oefeninterland tegen de Verenigde Staten. Hij viel in de blessuretijd in voor Christoph Leitgeb. Bondscoach Marcel Koller deed vervolgens ruim anderhalf jaar geen beroep op hem, tot in maart 2015. In een oefeninterland tegen Bosnië en Herzegovina (1–1) begon Wimmer in het basiselftal, naast collegaverdedigers Aleksandar Dragović, Markus Suttner en Florian Klein. Met Oostenrijk nam Wimmer in juni 2016 deel aan het Europees kampioenschap voetbal 2016 in Frankrijk. Oostenrijk werd uitgeschakeld in de groepsfase na nederlagen tegen Hongarije (0–2) en IJsland (1–2) en een gelijkspel tegen Portugal (0–0).
1 Greif ·
2 Apau ·
4 Mustafić ·
6 De Kamps ·
7 Moha ·
8 Ljubičić ·
9 Henty ·
10 Rabiu ·
11 Dražić ·
12 Ožbolt ·
14 Abena ·
15 Strelec ·
17 Medveděv ·
20 Daniel ·
21 Ratão ·
22 Ružinský ·
23 Sukhotskyi ·
24 Nono · 
25 Pauschek ·
26 Lichý ·
27 Holman ·
29 Bozhikov ·
30 Šulla ·
31 Trnovský ·
36 Lovat ·
55 Medved ·
66 Bajrić ·
77 Čavrić ·
79 Weiss ·
81 Vernon ·
99 Tzovaras ·
Coach: Kozák
1 Almer ·
2 Garics ·
3 Dragović ·
4 Hinteregger ·
5 Fuchs ·
6 Ilsanker ·
7 Arnautović ·
8 Alaba ·
9 Okotie ·
10 Junuzović ·
11 Harnik ·
12 Lindner ·
13 Suttner ·
14 Baumgartlinger ·
15 Prödl ·
16 Wimmer ·
17 Klein ·
18 Schöpf ·
19 Hinterseer ·
20 Sabitzer ·
21 Janko ·
22 Jantscher ·
23 Özcan ·
Coach: Koller